# 4030 Archenhold
4030 Archenhold је астероид главног астероидног појаса са средњом удаљеношћу од Сунца која износи 2,459 астрономских јединица (АЈ).
Апсолутна магнитуда астероида је 13,0.